# Mayenne (Mayenne)
Mayenne település Franciaországban, Mayenne megyében. Lakosainak száma 12 854 fő (2022. január 1.). Mayenne La Haie-Traversaine, Aron, La Bazoge-Montpinçon, Moulay, Parigné-sur-Braye, Saint-Baudelle és Saint-Fraimbault-de-Prières községekkel határos.

## Népesség
A település népességének változása:
| Lakosok száma | 11 382 | 13 317 | 13 549 | 13 742 | 13 376 | 13 016 | 12 841 | 12 823 | 12 805 | 12 854 |
|               | 1968   | 1982   | 1990   | 2006   | 2013   | 2015   | 2017   | 2019   | 2020   | 2022   |